# Ofra
Ofra (Hebreeuws: עֹפְרָה, Arabisch: عوفرا) is een door joodse Israëliërs begonnen nederzetting op de bezette Westelijke Jordaanoever van Palestina. Deze (volgens het internationale recht (IR)en de VN illegale) nederzetting ligt ongeveer 20 km. ten noordoosten van de stad Ramallah dus ver over de Groene Lijn, de wapenstilstandsgrens van 1967.
Ofra werd in 1975 begonnen door vier bij Goesj Emoeniem aangesloten Israëlische jongeren. Oorspronkelijk was dit een Jordaanse legerpost, die in de Zesdaagse Oorlog door Israël veroverd was. In 1975 installeerde de Israëlische luchtmacht op dit hooggelegen punt een radarpost. Verkleed als hippies wisten de jongeren het vertrouwen van de opzichter te winnen en mochten ze werkzaamheden verrichten en hun tenten opslaan. Binnen het leger en binnen de aan de macht zijnde Arbeiderspartij (Israël) waren de meningen over dit initiatief verdeeld. Het was Shimon Peres , toen minister van defensie, die aan een van de jongeren een vrijgeleide gaf. Hij vroeg aan het leger "de jongeren niet te helpen, maar ook niet tegen te houden" 
De Verenigde Naties bestempelen Israëlische nederzettingen als illegaal; Israël verwerpt dit besluit.